# Tsuzuki, Yokohama

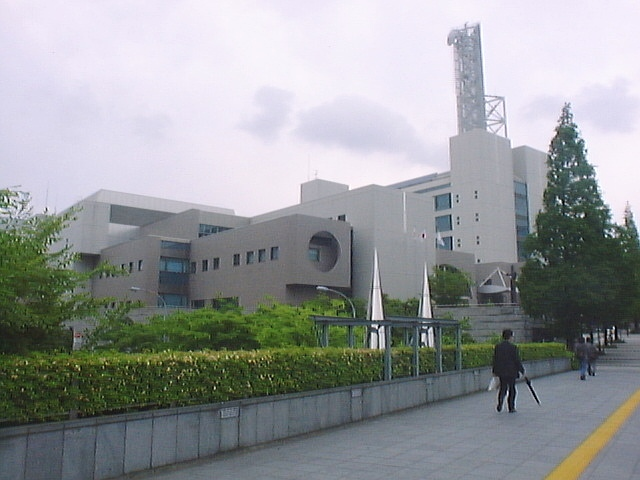
Văn phòng quận Tsuzuki

Tsuzuki-ku (都筑区) là một khu thuộc thành phố Yokohama, tỉnh Kanagawa, Nhật Bản. Quận có diện tích 27,93 km2, dân số năm 2010 là 199.258 người.